# 慶源駅
慶源駅（キョンウォンえき）は、朝鮮民主主義人民共和国咸鏡北道慶源郡に位置する朝鮮民主主義人民共和国鉄道省咸北線の駅である。

## 歴史
- 1930年10月1日：開業[1]。

## 隣の駅
朝鮮民主主義人民共和国鉄道省
咸北線
下面駅 - 慶源駅 - 農圃駅